# Edifici d'habitatges al carrer Vila de Foix (Lleida)
Edifici d'habitatges al carrer Vila de Foix és una obra de Lleida protegida com a bé cultural d'interès local.

## Descripció
Edifici compacte d'habitatges, capçalera de l'illa de cases, de planta baixa i cinc pisos. Façana amb tractament del parament en baix relleu reforçant la planimetria de l'edifici. Obertures modulades seguint un ordre repetitiu i funcional. Estructura hiperestàtica de formigó i tancaments auto-portants amb pedra artificial.

## Història
Implantació urbana al nucli antic, única del racionalisme a Lleida.